# Giao hưởng số 2 (Shostakovich)
Giao hưởng số 2, cung Si trưởng, Op.14, hay còn gọi là Giao hưởng Tháng Mười là bản giao hưởng của nhà soạn nhạc Xô viết Dmitri Shostakovich. Bản giao hưởng này được sáng tác vào năm 1927. Trong tác phẩm này, Shostakovich cố gắng thể hiện những vấn đề của thời đại mình đang sống.
Ngày 5 tháng 11 năm 1927, bản giao hưởng này lần đầu được Dàn nhạc giao hưởng Leningrad trình diễn dưới sự chỉ huy của Nicolai Andreyevich Malko. Sau đó, Shostakovich có điều chỉnh bản nhạc và phiên bản cuối cùng được chơi lần đầu tại Moskva cùng năm do Konstantin Saradzhev chỉ huy.